# Ritchiea
Ritchiea  es un género de plantas con flores   pertenecientes a la familia Capparaceae.    Comprende 60 especies descritas y  de estas, solo 13 aceptadas.

## Taxonomía
El género fue descrito por R.Br. ex G.Don  y publicado en A General History of the Dichlamydeous Plants 1: 270, 276. 1831. La especie tipo es: Ritchiea fragrans (Sims) R. Br. ex G. Don. Se nombró en honor del explorador británico Joseph Ritchie. 

## Especies aceptadas
A continuación se brinda un listado de las especies del género Ritchiea aceptadas hasta octubre de 2013, ordenadas alfabéticamente. Para cada una se indica el nombre binomial seguido del autor, abreviado según las convenciones y usos.
- Ritchiea agelaeifolia Gilg
- Ritchiea capparoides (Andrews) Britten
- Ritchiea carrissoi Exell & Mendonça
- Ritchiea duchesnei (De Wild.) Keay
- Ritchiea gossweileri Exell & Mendonça
- Ritchiea grandiflora (Pax) Gilg
- Ritchiea insignis (Pax) Gilg
- Ritchiea mayumbensis Exell
- Ritchiea noldeae Exell & Mendonça
- Ritchiea polypetala Hook. f.
- Ritchiea reflexa (Thonn.) Gilg & Gilg-Ben.
- Ritchiea spragueana Gilg & Gilg-Ben.
- Ritchiea youngii Exell